# Mario Scrivano
Mario Scrivano (Pinerolo, 9 maggio 1945) è un cantautore, paroliere e compositore italiano.

## Biografia
Inizia a suonare la chitarra all'età di undici anni, dopo aver ascoltato un concerto di Andrés Segovia; dopo essersi diplomato come geometra forma alcuni complessi mentre frequenta l'Università al Politecnico di Torino, laureandosi in ingegneria e, nel 1964, viene scoperto dal concittadino Giorgio Santiano che gli fa incidere un 45 giri per la sua etichetta, la Artis. Successivamente incide altri due dischi per la Saphir, etichetta svizzera ma con una sede anche a Milano, con due complessi che lo accompagnano; passa poi alla Kansas, etichetta fondata da Miki Del Prete e Domenico Seren Gay, distribuita dal Clan Celentano, casa discografica per la quale incide fino al 1976.
Nel 1969, dopo aver inciso un 45 giri con due canzoni di protesta (una dedicata alla guerra del Biafra e l'altra alla Primavera di Praga) pubblica anche un album, Ho provato a morire, e partecipa alla trasmissione televisiva Settevoci, condotta da Pippo Baudo.
Compone anche alcune canzoni per altri artisti, spesso collaborando con Franco Zauli e Italo Salizzato, come gli Uh!, i Flashmen, Franco Tozzi e Danilo Dany e i Gregor; nelle serate dal vivo si fa accompagnare dal complesso I Mack 4.
Continua l'attività anche nei decenni successivi, seppur a livello locale, aprendo anche una casa di edizioni musicali a suo nome.

## Discografia
Album in studio
- 1969: Ho provato a morire (Kansas, DMK 011, raccolta di singoli)

Singoli
- 1965: Lido di Andora/Sole in città (Artis, 0126; pubblicato come Mario Scrivano & l'Ekimen)
- 1966: Io ricorderò/I giorni della verità (Saphir, SA 327; pubblicato come Mario Scrivano & i 4 Angeli)
- 7 settembre 1967: Clown/Amerò (Saphir, SA 335; pubblicato come Mario Scrivano & gli Eredi)
- 1968: Promesse/Amerò (Kansas, DM 1051)
- 1969: Biafra/Miserere per Praga (Kansas, DM 1093)
- 8 ottobre 1969: Ho provato a morire/Sole in città (Kansas, DM 1105)
- 1969: Se tu sapessi amare/Grazie amore (Kansas, DM 1111)
- 1970: Rido/Maria (Kansas, DM 1117)
- 1970: Il naufrago/Una favola chiusa/Dimenticar/I miei amici  (Kansas, doppio singolo 7" - DM 1140/1141; pubblicato come Mario Scrivano & i Mack 4)
- 1974: In un solo momento/La nostra bandiera (Kansas, 5100 406)
- 1976: Se non è amore che cos'è/Isabelle (Kansas, 5100 426)

## Canzoni scritte per altri artisti
| Anno | Titolo                | Autori del testo                                          | Autori della musica                            | Interpreti ed incisioni |
| ---- | --------------------- | --------------------------------------------------------- | ---------------------------------------------- | ----------------------- |
| 1969 | Un brutto sogno       | Vic Nocera e Domenico Seren Gay                           | Mario Scrivano e Franco Zauli                  | Uh!                     |
| 1970 | Addio sogni miei      | Vic Nocera, Giessegi e Domenico Seren Gay                 | Mario Scrivano e Franco Zauli                  | Uh!                     |
| 1970 | Qui                   | Domenico Seren Gay, Giorgio Seren Gay e Pier Benito Greco | Mario Scrivano e Franco Zauli                  | Franco Tozzi            |
| 1970 | Poco fa               | Pier Benito Greco                                         | Mario Scrivano e Franco Zauli                  | Franco Tozzi            |
| 1970 | È tardi ormai         | Domenico Seren Gay e Giorgio Seren Gay                    | Mario Scrivano e Franco Zauli                  | Flashmen                |
| 1970 | In un solo momento    | Domenico Serengay e Giorgio Seren Gay                     | Mario Scrivano e Franco Zauli                  | Flashmen                |
| 1970 | Nella gran città      | Vic Nocera e Domenico Seren Gay                           | Mario Scrivano e Franco Zauli                  | Danilo Dany             |
| 1970 | Bianca                | Giorgio Seren Gay                                         | Mario Scrivano, Mario Barigazzi e Franco Zauli | Danilo Dany             |
| 1971 | Il mio amore per Jusy | Franco Clivio, Giorgio e Domenico Serengay                | Mario Scrivano e Franco Zauli                  | Franco Tozzi            |
| 1971 | Una parola            | Domenico Serengay e Giorgio Serengay                      | Franco Zauli, Arbik e Mario Scrivano           | I Flashmen              |
| 1971 | L'incertezza          | Domenico Serengay e Giorgio Serengay                      | Franco Zauli. Italo Salizzato e Mario Scrivano | I Flashmen              |
| 1971 | Il Divorzio           | Alfonso Marrese e Giorgio Serengay                        | Arbik e Mario Scrivano                         | Gigi Ventura            |
| 1972 | Solo                  | Domenico Serengay, Giorgio Seren Gay e Vic Nocera         | Mario Scrivano, Alfonso Corsini e Franco Zauli | Uh!                     |
| 1972 | Non pensarmi più      | Vic Nocera e Domenico Seren Gay                           | Mario Scrivano e Licrate                       | Uh!                     |
| 1975 | Lasciami un sorriso   | Giorgio Seren Gay                                         | Mario Scrivano e Franco Zauli                  | I Gregor                |
| 1975 | Cento ragazze         | Domenico Seren Gay e Giorgio Seren Gay                    | Mario Scrivano e Franco Zauli                  | I Gregor                |
| 1975 | Samba Pamela          | Strumentale                                               | Mario Scrivano, Franco Zauli e Bernestin       | I Gregor                |